# Landkreis Gerolzhofen
Der Landkreis Gerolzhofen im bayerischen Regierungsbezirk Unterfranken wurde 1972 im Zuge der Gebietsreform in Bayern aufgelöst.

## Geographie

### Nachbarkreise
Der Landkreis grenzte 1972 im Uhrzeigersinn im Nordwesten beginnend an die Landkreise Schweinfurt, Haßfurt, Bamberg, Scheinfeld und Kitzingen.

## Geschichte
Das Bezirksamt Gerolzhofen wurde im Jahr 1862 durch den Zusammenschluss der Landgerichte älterer Ordnung Gerolzhofen und Wiesentheid gebildet. Dieses wurde 1872 um einige Gemeinden des aufgelösten Bezirksamts Volkach vergrößert. 
Anlässlich der Reform des Zuschnitts der bayerischen Bezirksämter trat das Bezirksamt Gerolzhofen am 1. Januar 1880 die Gemeinde Wiesenbronn an das Bezirksamt Kitzingen ab.
Am 1. Januar 1939 wurde wie sonst überall im Deutschen Reich die Bezeichnung Landkreis eingeführt. So wurde aus dem Bezirksamt der Landkreis Gerolzhofen.
Zwischen 1945 und 1948 amtierte Thomas Keller als Landrat, er war von den amerikanischen Besatzungsbehörden eingesetzt worden. Keller wurde von Josef Eugen Held abgelöst, der bis 1964 amtierte. Von 1964 und 1972 stand Ernst Kastner als Landrat dem Landkreis vor.
Durch die Kreisreform wurde der Landkreis am 1. Juli 1972 aufgelöst:
- Die Gemeinden Geusfeld, Wohnau und Wustviel kamen zum Landkreis Haßberge, der bis zum 1. Mai 1973 den Namen Haßberg-Kreis trug.
- Die Städte Prichsenstadt und Volkach sowie die Gemeinden Abtswind, Altenschönbach, Astheim, Atzhausen, Bimbach, Brünnau, Castell, Dimbach, Düllstadt, Ebersbrunn, Eichfeld, Escherndorf, Fahr, Feuerbach, Gaibach, Geesdorf, Greuth, Järkendorf, Kirchschönbach, Köhler, Krautheim, Laub, Neudorf, Neuses am Sand, Nordheim am Main, Obervolkach, Rehweiler, Reupelsdorf, Rimbach, Rüdenhausen, Sommerach, Stadelschwarzach, Untersambach, Wiesentheid und Wüstenfelden kamen zum Landkreis Kitzingen.
- Die Gemeinden Obereisenheim und Untereisenheim kamen zum Landkreis Würzburg.
- Alle übrigen  Gemeinden einschließlich der Kreisstadt Gerolzhofen kamen zum Landkreis Schweinfurt.

Die ehemalige Kreisstadt Gerolzhofen behielt zunächst eine Anzahl überörtlicher Behörden, die aber mit Ausnahme einer Polizeiinspektion in der Folgezeit alle geschlossen wurden.

## Einwohnerentwicklung
| Jahr | Einwohner | Quelle |
| ---- | --------- | ------ |
| 1864 | 20.868    | [ 5 ]  |
| 1885 | 32.179    | [ 6 ]  |
| 1900 | 30.470    | [ 7 ]  |
| 1910 | 31.502    | [ 7 ]  |
| 1925 | 32.132    | [ 8 ]  |
| 1939 | 32.048    | [ 9 ]  |
| 1950 | 44.336    | [ 10 ] |
| 1960 | 39.000    | [ 11 ] |
| 1971 | 41.200    | [ 12 ] |

## Gemeinden
Die Gemeinden des Landkreises Gerolzhofen und ihre heutige Zugehörigkeit:

Landkreis Gerolzhofen, Gemeindegrenzenkarte von 1961

| Frühere Gemeinde        | Heutige Gemeinde        | Heutiger Landkreis |
| ----------------------- | ----------------------- | ------------------ |
| Abtswind, Markt         | Abtswind                | KT                 |
| Alitzheim               | Sulzheim                | SW                 |
| Altenschönbach          | Prichsenstadt           | KT                 |
| Altmannsdorf            | Michelau im Steigerwald | SW                 |
| Astheim                 | Volkach                 | KT                 |
| Atzhausen               | Kleinlangheim           | KT                 |
| Bimbach                 | Prichsenstadt           | KT                 |
| Bischwind               | Dingolshausen           | SW                 |
| Breitbach               | Oberschwarzach          | SW                 |
| Brünnau                 | Prichsenstadt           | KT                 |
| Brünnstadt              | Frankenwinheim          | SW                 |
| Castell                 | Castell                 | KT                 |
| Dimbach                 | Volkach                 | KT                 |
| Dingolshausen           | Dingolshausen           | SW                 |
| Donnersdorf             | Donnersdorf             | SW                 |
| Düllstadt               | Schwarzach am Main      | KT                 |
| Ebersbrunn              | Geiselwind              | KT                 |
| Eichfeld                | Volkach                 | KT                 |
| Escherndorf             | Volkach                 | KT                 |
| Fahr                    | Volkach                 | KT                 |
| Falkenstein             | Donnersdorf             | SW                 |
| Feuerbach               | Wiesentheid             | KT                 |
| Frankenwinheim          | Frankenwinheim          | SW                 |
| Gaibach                 | Volkach                 | KT                 |
| Geesdorf                | Wiesentheid             | KT                 |
| Gernach                 | Kolitzheim              | SW                 |
| Gerolzhofen, Stadt      | Gerolzhofen             | SW                 |
| Geusfeld                | Rauhenebrach            | HAS                |
| Greuth                  | Castell                 | KT                 |
| Handthal                | Oberschwarzach          | SW                 |
| Herlheim                | Kolitzheim              | SW                 |
| Hundelshausen           | Michelau im Steigerwald | SW                 |
| Järkendorf              | Prichsenstadt           | KT                 |
| Kirchschönbach          | Prichsenstadt           | KT                 |
| Kleinrheinfeld          | Donnersdorf             | SW                 |
| Köhler                  | Volkach                 | KT                 |
| Kolitzheim              | Kolitzheim              | SW                 |
| Krautheim               | Volkach                 | KT                 |
| Laub                    | Prichsenstadt           | KT                 |
| Lindach                 | Kolitzheim              | SW                 |
| Lülsfeld                | Lülsfeld                | SW                 |
| Michelau im Steigerwald | Michelau im Steigerwald | SW                 |
| Mönchstockheim          | Sulzheim                | SW                 |
| Mutzenroth              | Oberschwarzach          | SW                 |
| Neudorf                 | Prichsenstadt           | KT                 |
| Neuses am Sand          | Prichsenstadt           | KT                 |
| Nordheim am Main        | Nordheim am Main        | KT                 |
| Obereisenheim, Markt    | Eisenheim               | WÜ                 |
| Oberschwarzach, Markt   | Oberschwarzach          | SW                 |
| Oberspiesheim           | Kolitzheim              | SW                 |
| Obervolkach             | Volkach                 | KT                 |
| Prichsenstadt, Stadt    | Prichsenstadt           | KT                 |
| Prüßberg                | Michelau im Steigerwald | SW                 |
| Pusselsheim             | Donnersdorf             | SW                 |
| Rehweiler               | Geiselwind              | KT                 |
| Reupelsdorf             | Wiesentheid             | KT                 |
| Rimbach                 | Volkach                 | KT                 |
| Rüdenhausen, Markt      | Rüdenhausen             | KT                 |
| Rügshofen               | Gerolzhofen             | SW                 |
| Schallfeld              | Lülsfeld                | SW                 |
| Siegendorf              | Oberschwarzach          | SW                 |
| Sommerach               | Sommerach               | KT                 |
| Stadelschwarzach        | Prichsenstadt           | KT                 |
| Stammheim               | Kolitzheim              | SW                 |
| Sulzheim                | Sulzheim                | SW                 |
| Traustadt               | Donnersdorf             | SW                 |
| Untereisenheim          | Eisenheim               | WÜ                 |
| Untersambach            | Wiesentheid             | KT                 |
| Unterspiesheim          | Kolitzheim              | SW                 |
| Vögnitz                 | Sulzheim                | SW                 |
| Volkach, Stadt          | Volkach                 | KT                 |
| Wiebelsberg             | Oberschwarzach          | SW                 |
| Wiesentheid, Markt      | Wiesentheid             | KT                 |
| Wohnau                  | Knetzgau                | HAS                |
| Wüstenfelden            | Castell                 | KT                 |
| Wustviel                | Rauhenebrach            | HAS                |
| Zeilitzheim             | Kolitzheim              | SW                 |

## Verkehr
Das Gebiet des ehemaligen Landkreises Gerolzhofen wird von der Bundesautobahn 3, den Bundesstraßen 286 und 22, der Bahnstrecke Kitzingen–Schweinfurt, der Mainschleifenbahn und der Bundeswasserstraße Main tangiert.

## Kfz-Kennzeichen
Am 1. Juli 1956 wurde dem Landkreis bei der Einführung der bis heute gültigen Kfz-Kennzeichen das Unterscheidungszeichen GEO zugewiesen. Es wurde bis zum 28. April 1973 ausgegeben. Seit dem 10. Juli 2013 ist es im Zuge der Kennzeichenliberalisierung wieder im Landkreis Schweinfurt, seit dem 1. April 2014 auch im Landkreis Haßberge erhältlich.